# Sodong (Tigaraksa)
Sodong is een bestuurslaag in het regentschap Tangerang van de provincie Banten, Indonesië. Sodong telt 7306 inwoners (volkstelling 2010).